# Kleist (Familienname)
Kleist ist ein deutscher Familienname.

## Namensträger

### A
- Achim Kleist (Pseudonym Frank Lio; * 1965), deutscher Musikproduzent und Komponist
- Adolf Friedrich Theodor von Kleist (1886–1957), deutscher Generalleutnant
- Adolph Bogislaff von Kleist († 1760), preußischer Offizier und Ritter des Ordens Pour le Mérite
- Alexander von Kleist (1799–1859), deutsch-baltischer Beamter
- Andreas Joachim von Kleist (1678–1738), preußischer Oberst und Regimentsinhaber
- Alfred von Kleist (1857–1921), preußischer Generalleutnant
- Annedore Kleist (* 1967), deutsche Schauspielerin
- Anton von Kleist (1812–1886), deutscher Gutsbesitzer, Landrat und Politiker
- Astrid Kleist (* 1971), deutsche Pastorin
- August von Kleist (1818–1890), preußischer Generalmajor
- Aviaaja Kleist (* 1980), grönländische Handballspielerin

### B
- Berndt von Kleist (1896–1976), deutscher Offizier und Widerstandskämpfer
- Bernhard von Kleist (1843–1929), preußischer Landwirt und Politiker

### C
- Carl Gottlieb von Kleist (1778–1849), dänischer Generalmajor
- Charlotte Kleist (* 1956), deutsche Regisseurin und Professorin für Schauspiel
- Christian von Kleist (1901–nach 1933), deutscher Dichter und Schriftsteller
- Clemens August von Kleist (1720–1797), kurkölnischer Generalleutnant
- Conrad von Kleist (1839–1900), deutscher Rittergutsbesitzer und Politiker, MdR

### D
- Debora Kleist (* 1959), grönländische Politikerin (Inuit Ataqatgiit) und Lehrerin
- Diether von Kleist (1890–1971), deutscher Offizier und Prähistoriker

### E
- Efim Antonowitsch von Kleist (1794–1857), russischer Generalmajor
- Elias Kleist (* 1904), grönländischer Landesrat
- Erica von Kleist (* 1982), US-amerikanische Jazzmusikerin
- Ewald von Kleist (Diplomat) (1615–1689), deutscher Jurist und Diplomat
- Ewald von Kleist (Generalleutnant) (1667–1746), deutscher Generalleutnant
- Ewald von Kleist (Politiker) (1825–1877), deutscher Gutsbesitzer und Politiker, MdR
- Ewald von Kleist (Offizier, 1863) (1863–1918), deutscher Generalmajor
- Ewald von Kleist (Generalfeldmarschall) (1881–1954), deutscher Generalfeldmarschall
- Ewald von Kleist-Schmenzin (1890–1945), deutscher Politiker und Widerstandskämpfer
- Ewald von Kleist-Wendisch Tychow (1882–1953), deutscher Gutsbesitzer und Jurist
- Ewald Christian von Kleist (1715–1759), deutscher Dichter und Offizier
- Ewald Christian Leopold von Kleist (1824–1910), deutscher General
- Ewald Georg von Kleist (General) (1698–1768), deutscher Generalmajor
- Ewald Georg von Kleist (1700–1748), deutscher Erfinder
- Ewald-Heinrich von Kleist (1922–2013), deutscher Offizier, Widerstandskämpfer und Verleger
- Ewald Heinrich Erdmann Bogislaff von Kleist-Wendisch Tychow (Ewald Graf von Kleist; 1821–1892), deutscher Bankmanager und Gutsbesitzer
- Ewald Joachim von Kleist (1657–1716), deutscher Landrat und Diplomat

### F
- Fedor von Kleist (1812–1871), preußischer Generalmajor
- Ferdinand Caspar von Kleist (1729–1812), kurkölnischer Offizier
- Ferdinand von Kleist (1797–1867), preußischer General der Infanterie
- Franz von Kleist (Gustav Franz Wilhelm von Kleist; 1806–1882), deutscher Generalleutnant
- Franz Alexander von Kleist (1769–1797), deutscher Dichter
- Franz Kasimir von Kleist (1736–1808), deutscher General der Infanterie
- Franz Otto von Kleist (1771–1825), deutscher Offizier
- Franz Ulrich von Kleist (1688–1757), deutscher Generalleutnant
- Friedrich von Kleist (Kreisdirektor) (1746–1820), deutscher Hofbeamter
- Friedrich von Kleist (Friedrich Emil Ferdinand Heinrich von Kleist; 1762–1823), deutscher Generalfeldmarschall
- Friedrich Anton Ulrich Carl Leopold von Kleist (1765–1833), deutscher Generalmajor
- Friedrich Carl Gottlob von Kleist (1771–1847), preußischer Major, Ritter des Ordens Pour le Mérite
- Friedrich Julius von Kleist (1776–1860), deutscher Theaterschauspieler, siehe Friedrich Julius
- Friedrich Ludwig von Kleist (1694–1757), preußischer Generalmajor
- Friedrich Ludwig Heinrich von Kleist (1771–1838), preußischer Generalmajor
- Friedrich Wilhelm von Kleist (Oberst) (1752–1822), deutscher Oberst
- Friedrich Wilhelm von Kleist (Diplomat) (1851–1936), deutscher Diplomat
- Friedrich Wilhelm Gottfried Arnd von Kleist (der grüne Kleist; 1724–1767), deutscher Generalmajor
- Fritz Kleist (Pädagoge) (1836–1902), deutscher Schullehrer, Sach- und Schulbuchautor
- Fritz Kleist, deutscher Beamter, Reformpädagoge und Zuchthaus-Leiter

### G
- Georg Kleist († 1508), deutscher Hofbeamter, herzoglich-pommerscher Kanzler
- Georg von Kleist (Georg Friedrich von Kleist; 1852–1923), deutscher General der Kavallerie und Politiker
- Georg Demetrius von Kleist (1822–1886), deutscher Generalleutnant
- Georg Ernst von Kleist (1716–1785), preußischer Landrat im Herzogtum Pommern
- Georg Friedrich von Kleist (1707–1765), preußischer Generalleutnant
- Gustav von Kleist (Landrat) (1801–1884), deutscher Offizier, Landrat und Politiker

### H
- Hans von Kleist (Generalmajor) (1854–1927), deutscher Generalmajor
- Hans Hugo von Kleist-Retzow (1814–1892), deutscher Politiker, MdR
- Hans Joachim von Kleist (Landrat, 1685) (1685–1753), deutscher Offizier und Landrat
- Hans Joachim von Kleist (Landrat, 1725) (1725–1789), deutscher Offizier und Landrat
- Hans Jürgen von Kleist-Retzow (1771–1844), deutscher Gutsbesitzer, Landrat und Politiker
- Hans Kaspar von Kleist (1698–1745), preußischer Oberstleutnant
- Hans Reimar von Kleist (1736–1806), preußischer Generalmajor
- Heinrich von Kleist (Bernd Heinrich Wilhelm von Kleist; 1777–1811), deutscher Dichter und Publizist
- Heinrich von Kleist-Retzow (1929–2014), deutscher Wirtschaftsmanager
- Heinrich Wilhelm Friedrich von Kleist (1751–1825), deutscher Richter
- Henning Alexander von Kleist (General, um 1676) (1676/1677–1749), deutscher Generalfeldmarschall
- Henning Alexander von Kleist (General, 1707) (1707–1784), deutscher Generalleutnant
- Hugo von Kleist-Retzow (1834–1909), deutscher Rittergutsbesitzer und Politiker, MdR

### I
- Ingo Kleist (1938–2024), deutscher Politiker (SPD)
- Isak Kleist (* 1894), grönländischer Landesrat

### J
- Jakob von Kleist (bischöflicher Rat) († um 1547), pommerscher Gutsbesitzer und bischöflicher Rat
- Jakob von Kleist († 1625), pommerscher Gutsbesitzer und bischöflicher Rat
- Jakob Friedrich von Rüchel-Kleist (1778–1848), preußischer General der Infanterie
- Joachim Kleist (1913–1960), deutscher Politiker (SPD), MdHB
- Johan Kleist (1927–1995), grönländischer Chorleiter
- Josva Kleist (1879–1938), grönländischer Katechet, Dichter und Landesrat

### K
- Kaj Kleist (* 1943), grönländischer Lehrer und Beamter
- Karl Kleist (Mediziner) (1879–1960), deutscher Neurologe, Psychiater und Hochschullehrer
- Karl Ernst von Kleist (1839–1912), preußischer Generalleutnant
- Karl Heinrich von Kleist (1801–1870), deutscher Oberleutnant und Politiker, MdL Preußen
- Karl Ludwig von Kleist (1794–1869), deutsch-baltischer Rittergutsbesitzer und Landrat
- Karl Wilhelm von Kleist (Offizier, 1707) (1707–1766), deutscher Oberst
- Karl Wilhelm von Kleist (Offizier, 1914) (1914–1994), deutscher Brigadegeneral
- Karl Wilhelm Heinrich von Kleist (1836–1917), preußischer General der Kavallerie
- Konstantin von Kleist (1812–1886), deutsch-baltischer Beamter
- Kuupik Kleist (* 1958), grönländischer Politiker

### L
- Leopold von Kleist (Oberst, 1752) (1752–1830), sächsischer Offizier
- Leopold von Kleist (Oberst, 1872) (1872–1946), preußischer Offizier
- Leopold Friedrich von Kleist (1780–1837), preußischer Major und Postbeamter
- Louis Christoph Friedrich Heinrich von Kleist (1790–1854), deutsch-baltischer Grundbesitzer und russischer Offizier in den Koalitionskriegen
- Ludwig Franz Philipp Christian von Kleist (1748–1809), preußischer Oberst, Ritter des Ordens Pour le Mérite

### M
- Makka Kleist (* 1951), grönländische Schauspielerin
- Malik Kleist (* 1977), grönländischer Filmemacher
- Marcus von Kleist, deutscher Kameramann
- Mari Kleist (* 1974), grönländische Archäologin und Beamte
- Marie von Kleist (geb. Marie von Gualtieri; 1761–1831), deutsche Hofdame
- Max von Kleist (1845–1923), preußischer Generalmajor
- Mininnguaq Kleist (* 1973), grönländischer Badmintonspieler

### O
- Otto Bogislaff von Kleist (1744–1818), preußischer Major und pommerscher Landrat

### P
- Paul von Kleist (1846–1926), deutscher Generalleutnant
- Peter von Kleist († 1571), pommerscher Vasall und Gutsbesitzer
- Peter Kleist (1904–1971), deutscher Schriftsteller und Diplomat
- Peter Christian von Kleist (1727–1777), deutscher Oberst
- Peter Rüdiger von Kleist († 1684), pommerscher Landrat
- Primislaff Ulrich von Kleist (1711–1781), preußischer Generalmajor

### R
- Reimar von Kleist (1710–1782), preußischer Generalmajor
- Reinhard Kleist (* 1970), deutscher Grafikdesigner und Comiczeichner
- Rink Kleist (1912–1977), grönländischer Propst und Lehrer
- Ruth von Kleist-Retzow (geb. Ruth von Zedlitz und Trützschler; 1867–1945), deutsche Adlige und Widerstandskämpferin

### S
- Sabine von Kleist (1933–2021), deutsche Immunologin

### T
- Theodor von Kleist (1815–1886), deutscher Rittergutsbesitzer und Politiker, MdL Preußen
- Thomas Kleist (* 1955), deutscher Jurist und Politiker (SPD), Intendant

### U
- Ulrich Kleist (1866–nach 1917), deutscher Schriftsteller, Dichter und Pädagoge
- Ulrike von Kleist (1774–1849), deutsche Adlige, Schwester von Heinrich von Kleist

### W
- Werner Heinrich von Kleist (1703–1765), preußischer Generalmajor
- Wilhelm von Kleist († 1605), herzoglich pommerscher Landvogt zu Stolp und Schlawe
- Wilhelm Heinrich von Kleist (1735–1806), preußischer Oberst, Ritter des Ordens Pour le Mérite
- Wilhelm Heinrich Friedrich von Kleist (1785–1867), deutscher Generalmajor
- Winfried Kleist, deutscher Kameramann

### X
- Xaver von Kleist (1798–1866), preußischer Kammerherr und Rittergutsbesitzer